# Pseudophilautus zal
Pseudophilautus zal es una especie extinta de anfibio anuro de la familia Rhacophoridae. Esta rana habitaba en Sri Lanka. Se sabe muy poco de esta especie, en algún momento previo a 1947 se encontraron unos pocos especímenes que fueron preservados en un museo y solo fue descrita como una especie diferente en 2005. No se sabe en que parte de Sri Lanka fueron encontrados y por tanto no se sabe nada de su ecología, solo se supone que se reproducía por desarrollo directo como otras especies de su familia. Tampoco se sabe lo que pudo causar su extinción pero probablemente la pérdida de su hábitat natural fue uno de los factores contribuyentes.